# Дентова болест
Дентова болест (енгл. Dent’s disease) је рецесивно наследна тубулопатија, која настаје као последица мутације гена CLCN-5 или OCRL1 која се наслеђује рецесивно везано за X хромозом (Xp11.22).  Одлику је се ниско молекуларном протеинуријом, хипелкалциуријом, нефрокалцинозом, односно нефролитијазом и инсуфивцијенцијом бубрега. Болест је први пут је описана 1964. године.

## Етиопатогенеза
Патогенеза болести још увек није до краја расветљена. У њеној основи налази се поремећена активност реналног хлорног канала ClC-5, односно ендоцитног комплекса који обухвата и ендоцитне тубулске рецепторе протеина, мегалин и кубилин. Као последица поремећаја развија се тубулска протеинурија, медуларна нефрокалциноза, нефролитијаза, рахитис, аминоацидурија, фосфатурија и гликозурија. Честа је и хипокалијемија. 

## Клиничка слика
Код женских хемизигота болест је блажа и препознаје се по тубулској протеинурији и благој хиперкалциурији, док мушка деца имају тежи облик болести која прогредира у бубрежну инсуфицијенцију. Неки болесници имају и екстрареналне симптоме Ловеовог синдрома као што су периферна катаракта, ментална оштећења, смањен раст и повишење креатин киназе/лактат дехидрогенасе.

## Дијагноза
Уз клиничке знаке, лабораторијске и ултразвучне прегледе, битно место у дијагностици заузима генска анализа. Треба истаћи да пацијенти саа ОЦРЛ мутацијама имају у 100% случајева увећане вредности креатинин фосфокиназе у серуму, као и да да неки пацијенти с молекуларном дијагнозом
Дентове болести могу да имати протеинурију у нефротском облику и на биопсији показати фокалну сегментну гломерулосклерозу.

## Терапија
Лечење је симтоматско и састоји се у:
- Повећаном уносу течности,
- Пажљивој рестрикцији калцијума (јер у противном може доћи до погоршања обољење костију),
- Опрезном давању витамина Д (јер може погоршати хиперкалциурију)
- Контролисаном давању тијазида (због опасност од дехидратације, хипотензије и хипокалиемије).

Диуретици, цитрати и хидрација могу да нормализирати калциурију и тиме да смање ризик од настанка нефролитијазе и могућих уроинфекција.

## Прогноза
Болест има спори, прогресивни ток, али се не манифестира након трансплантације бубрега.